# صلیب راستین

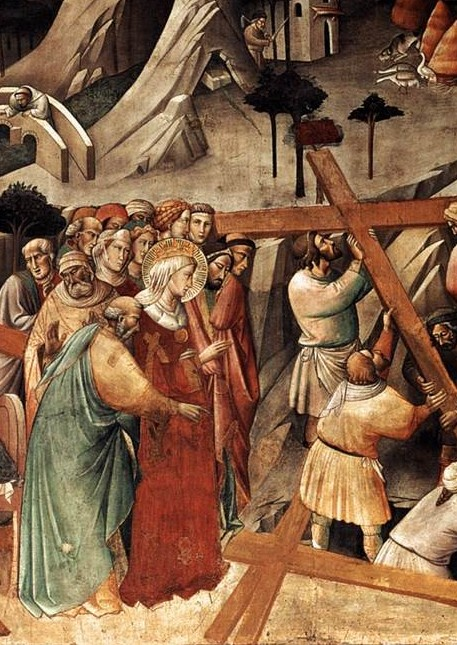
تصویری نقاشی شده از یافتن صلیب راستین توسط هلن مادر کنستانتین بزرگ

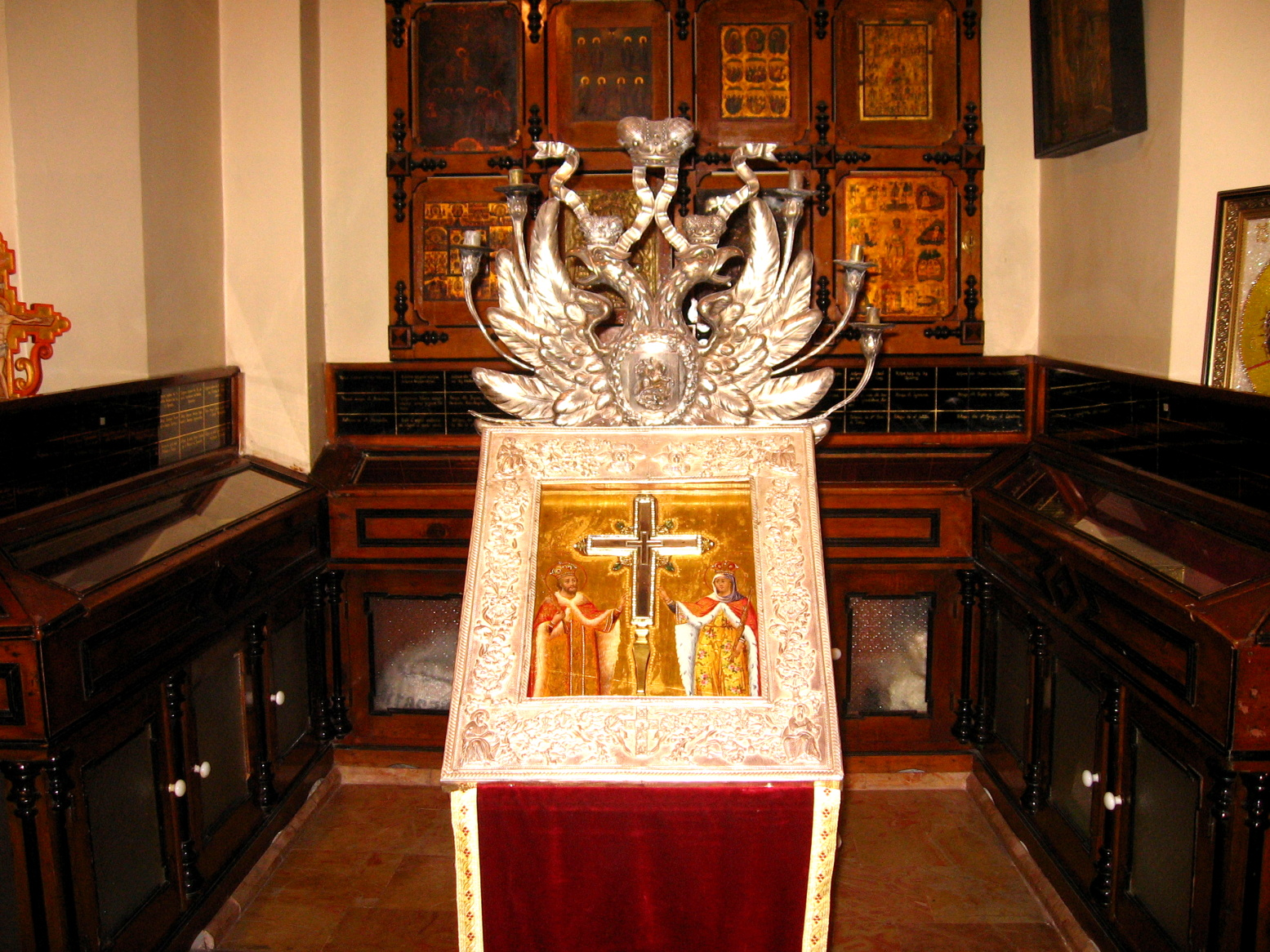
یادگاردان صلیب راستین که در کلیسای مقبره مقدس در اورشلیم نگهداری می‌شود.

صلیب راستین قطعات بجا مانده از صلیبی است که مسیحیان معتقدند عیسی مسیح در سال سی‌اُم میلادی بالای آن جان سپرده‌است. یادگاردان این صلیب در اورشلیم و در کلیسای مقبره مقدس، جایی که به باور مسیحیان آرامگاه مسیح است، نگهداری می‌شود.
گفته می‌شود که روزی هلن قدیس، مادر امپراتور کنستانتین، به زیارت اورشلیم رفت. به درخواست وی تپه گلگتا (جلجتا) را که عیسی روی آن به صلیب کشیده شده بود، کاوش کردند و سه چلیپا یافتند زیرا آنچنان که در انجیل آمده برای اینکه به عیسی توهین شده باشد، او را میان دو دزد به دار زدند. برای اینکه دار خود عیسی مشخص شود، سایهٔ سه چلیپا را بر روی زن بیماری را که در آستانهٔ مرگ بود، انداختند و از سایه چلیپایی که باعث بهبودی زن شد، دانستند که آن چوبهٔ چلیپا از آن عیسی است.
پس از آن که چلیپای درست شناخته شد، به فرمان هلن آن را دو قسمت کردند، نیمی را برای کنستانتین به قسطنطنیه فرستاد و نیمی دیگر را در یک غلاف سیمین نهاد و کلید آن را به اسقف اورشلیم سپرد و در کلیسای برخاستن مسیح در همان پشتهٔ گلگتا نگاهداری کردند. این چوبهٔ دار نزد پیروان مسیح گرامی‌ترین یادگاری از مسیح است.

## بردن صلیب به ایران و بازستانی آن
خسرو پرویز، شاهنشاه ساسانی، در سال ۶۱۴ پس از فتح اورشلیم، آن بخشی از صلیب را که در آنجا نگهداری می‌شد، به عنوان غنیمت به تیسفون برد. در سال ۶۲۸ امپراتور بیزانس هراکلیوس خسرو را شکست داد و صلیب را از شهربراز بازستاند. او ابتدا صلیب را به قسطنطنیه برد و سپس در ۲۱ مارس ۶۳۰ آن را به اورشلیم بازگرداند. این رویداد را به دوره فرمانروایی شیرویه و بوران‌دخت نیز نسبت می‌دهند.
برخی از پژوهشگران در اصل بودن صلیب بازگردانده‌شده تردید دارند. به گفته پروفسور کنستانتین زاکرمن ایرانی‌ها صلیب راستین واقعی را گم کرده بودند و صلیبی که هراکلیوس آن را به اورشلیم برد، در واقع جعلی بود. در تحلیل او، این دروغ برای خدمت به اهداف سیاسی هراکلیوس و شهربراز، دشمن سابقش که اخیراً متحد و پدر زن او شده بود، طراحی شده‌است.